# Birkirkara F.C.
Birkirkara Football Club je malteški nogometni klub iz grada Birkirkara, najvećeg grada na otoku. Dvostruki su prvaci i trostruki osvajači kupa Malte.
Birkirkara je jedan od klubova-osnivača Europskog udruženja klubova.

## Vanjske poveznice
- Službena stranica
- Navijačka stranica
- Malta Ultras Project
- Birkirkara F.C. fanzin  Arhivirana inačica izvorne stranice od 14. srpnja 2011. (Wayback Machine)